# Natació en aigües obertes al Campionat del Món de natació de 2015
Les proves d'Aigües Obertes al Campionat del Món de natació de 2015 se celebraran entre el 25 de juliol i el 2 d'agost a Kazan, Rússia.

## Horari
En total se celebraran 7 proves diferents, 3 de masculines, 3 de femenines i una per equips.Temps Local (UTC+3).
| Data           | Hora  | Prova         |
| -------------- | ----- | ------------- |
| 25 Juliol 2015 | 10.00 | Femení 5 km   |
| 25 Juliol 2015 | 13.00 | Masculí 5 km  |
| 27 Juliol 2015 | 12.00 | Masculí 10 km |
| 28 Juliol 2015 | 12.00 | Femení 10 km  |
| 30 Juliol 2015 | 12.00 | Equip 5 km    |
| 1 Agost 2015   | 08.00 | Masculí 25 km |
| 1 Agost 2015   | 08.15 | Femení 25 km  |

## Medaller
| Pos.  | País          | Or | Plata | Bronze | Total |
| 1     | Estats Units  | 2  | 1     | 0      | 3     |
| 2     | Alemanya      | 1  | 1     | 2      | 4     |
| 3     | Brasil        | 1  | 1     | 1      | 3     |
| 4     | Itàlia        | 1  | 0     | 2      | 3     |
| 5     | França        | 1  | 0     | 0      | 1     |
| 5     | Sud-àfrica    | 1  | 0     | 0      | 1     |
| 6     | Països Baixos | 0  | 3     | 0      | 3     |
| 7     | Grècia        | 0  | 1     | 1      | 2     |
| 8     | Hongria       | 0  | 1     | 0      | 1     |
| Total | Total         | 7  | 8     | 6      | 21    |

## Medallistes

### Masculí
| Event | Or                               | Or        | Plata                          | Plata     | Bronze                       | Bronze    |
| 5 km  | Chad Ho · Sud-àfrica             | 55:17.6   | Rob Muffels · Alemanya         | 55:17.6   | Matteo Furlan · Itàlia       | 55:20.0   |
| 10 km | Jordan Wilimovsky · Estats Units | 1:49:48.2 | Ferry Weertman · Països Baixos | 1:50:00.3 | Spyridon Gianniotis · Grècia | 1:50:00.7 |
| 25 km | Simone Ruffini · Itàlia          | 4:53:10.7 | Alex Meyer · Estats Units      | 4:53:15.1 | Matteo Furlan · Itàlia       | 4:54:38.0 |

### Femení
| Event | Or                            | Or        | Plata                                 | Plata     | Bronze                     | Bronze    |
| 5 km  | Haley Anderson · Estats Units | 58:48.4   | Kalliopi Araouzou · Grècia            | 58:49.8   | Finnia Wunram · Alemanya   | 58:51.0   |
| 10 km | Aurélie Muller · França       | 1:58:04.3 | Sharon van Rouwendaal · Països Baixos | 1:58:06.7 | Ana Marcela Cunha · Brasil | 1:58:26.5 |
| 25 km | Ana Marcela Cunha · Brasil    | 5:13:47.3 | Anna Olasz · Hongria                  | 5:14:13.4 | Angela Maurer · Alemanya   | 5:15:07.6 |

### Equip
| Event  | Or                                                           | Or      | Plata                                                                    | Plata   | Bronze      | Bronze      |
| Equips | Alemanya · Rob Muffels · Christian Reichert · Isabelle Härle | 55:14.4 | Brasil · Allan do Carmo · Diogo Villarinho · Ana Marcela Cunha           | 55:31.2 | No entregat | No entregat |
| Equips | Alemanya · Rob Muffels · Christian Reichert · Isabelle Härle | 55:14.4 | Països Baixos · Marcel Schouten · Ferry Weertman · Sharon van Rouwendaal | 55:31.2 | No entregat | No entregat |